# كولبرمور
كلبرمور (بالألمانية: Kolbermoor) هي بلدة ألمانية تقع في ألمانيا في روزنهايم.

## المدن التوأمة
مدينة Stia هي مدينة توأمة لـكلبرمور.

## أعلام
- باستيان شفاينشتايغر
- بول برايتنر
- جيروم درايتون